# Vlad Ioviță
Vlad Ioviță (russe : Влад Иовицэ, Vladimir Iovitse), né le 25 décembre 1935 à Cocieri (RSSA moldave) et mort le 23 juin 1983 à Chișinău (RSS moldave), est un réalisateur, scénariste et romancier moldave soviétique d'expression roumaine,.

## Filmographie

### Réalisateur de fiction
- 1969 : Nuntă la palat (Свадьба во дворце)
- 1973 : Dimitrie Cantemir
- 1975 : Calul, pușca și nevasta (Конь, ружьё и вольный ветер)
- 1977 : Povestea lui Făt-Frumos (Сказание о храбром витязе Фэт-Фрумосе)
- 1980 : La porțile Satanei (У Чёртова логова)

### Réalisateur de documentaire
- Fântâna (1966)
- Unde joacă moldovenii (1967)
- Malanca, carnavalul de iarnă (1968)
- Trăiască Victoria! (1971)
- Dansul toamnelor noastre (1983)

## Publication
- Dincolo de ploaie (1970; 1979)
- Trei proze (1971)
- Dimitrie-Vodă Cantemir (1973)
- Făt-Frumos. Nuvelă cinematografică (Ed. Literatura artistică, Chișinău, 1981)
- Un hectar de umbră pentru Sahara (1984)
- Friguri (1988)
- Un hectar de umbră pentru Sahara. Anthologie, tableau chronologique et références historico-littéraires de Viorica Zaharia-Stamati (Ed. Litera internacional, Chisinau, 2004)